# Hamitski jezici
Hamitski jezici je naziv koji se u starijoj literaturi upotrebljavao za berberske, egipatske i kušitske jezike, pa se zbog toga šira jezična porodica nazivala semitskohamitskom, u suvremeno vrijeme je ona preimenovana u afrazijska jezična porodica.
Jezikoslovci su zaključili da jezici koji bi trebali činiti hamitsku skupinu nisu ništa srodnije povezani od ostalih afrazijskih jezika te je na temelju toga ideja o hamitskim jezicima kao posebnoj skupini odbačena.
Danas se semitohamitski ili afrazijski jezici dijele na šest grana -- to su semitska, berberska (libijsko(-)gvančka), egipatska, kušitska, omotska (prije su se omotski jezici smatrali dijelom kušitske grane) i čadska.  

## Vanjske poveznice
- Hamitic Languages

1. ↑  Šekrst, Kristina; Uranić, Igor. 2014. Staroegipatski jezik. Školska knjiga. Zagreb. str. 12. ISBN 9789530617582